# Charlie Gnocchi
Charlie Gnocchi, pseudonimo di Carlo Ghiozzi (Fidenza, 29 gennaio 1963), è un conduttore radiofonico, personaggio televisivo e pittore italiano.

## Carriera
È l'ultimo dei sei figli di Ercole Ghiozzi, sindacalista, morto nel 1987, e di Adriana Orlandelli, morta nel 2024 a 91 anni, cuoca ed imprenditrice. Ha quattro fratelli e una sorella: Alberto, Elena, Federico, Andrea detto Andy, che gestiscono l'azienda di famiglia dedicata alla pasta fresca, la Fratelli Gnocchi, ed Eugenio, quest'ultimo comico e conduttore televisivo noto con lo pseudonimo di Gene Gnocchi. Ha iniziato come chitarrista nel gruppo i Desmodromici nel quale cantava il fratello Gene.
Come spalla di Gene ha iniziato a conoscere il mondo della tv e degli spettacoli live iniziando anche allo Zelig di Milano alla fine degli anni 80.
Ha scritto Giura che non è Silicone per Gene and the Getton Boys e partecipato al Festivalbar 1992. 
Ha debuttato nel 1992 in coppia con Joe Violanti su Radio 105. Nel 1993 la coppia trasloca su RTL 102.5 con il programma Alto Godimento andando in onda fino al 1999; attualmente sulla stessa radio conduce, in coppia con Alessandro Greco No problem - W l'Italia il venerdì, sabato e domenica.
È stato dal 2008 al 2019 inoltre tra gli inviati di Striscia la notizia, con il soprannome "Mister Neuro", dove intervista i personaggi politici italiani riguardo a sprechi e sperperi di denaro pubblico e vestito con euro in monete e banconote.
Nel 2022 entra a far parte del cast del Grande Fratello Vip come concorrente. Viene eliminato dopo 92 giorni di permanenza nella casa. Nel 2023 è stato opinionista nel programma pomeridiano di Rai 1 Oggi è un altro giorno, condotto da Serena Bortone.

## Televisione
- Unomattina estate (Rai 1, 1994-1996) Co-conduttore
- Fiesta (Rai 1, 2005) Conduttore
- Striscia la notizia (Canale 5, 2008-2019) Inviato
- Grande Fratello VIP 7 (Canale 5, 2022) Concorrente
- Oggi è un altro giorno (Rai 1, 2023) Opinionista